# کارولین هامیلتون
کارولین هامیلتون (انگلیسی: Carolyn Hamilton؛ زادهٔ نوامبر ۱۹۵۱) یک وکیل مدافع متخصص در حقوق کودکان است. او همچنین مدیر مرکز حقوقی کودکان، که یک مؤسسه خیریه ملی مستقل است می‌باشد. این مؤسسه در زمینه ارتقاء و اجرای حقوق کودکان در دانشگاه اسکس فعالیت دارد. هامیلتون استاد دانشگاه اسکس است.

## زندگی اولیه و خانواده
کارولین هامیلتون در هندون لندن در نوامبر ۱۹۵۱ زاده شد. پدرش دیوید هامیلتون (متوفی در ۲۰۰۷) و مادرش لورا است. او یک برادر بنام آلان اس هامیلتون دارد. پدرش هنگامیکه پسر بچه بود از چنگ نازیهای آلمان فرار کرد و توسط کشتی نجات کایندرترانسپورت Kindertransport به انگلستان منتقل شد و در آنجا ملک و دارائیهایی بدست آورد. در سال ۲۰۱۶ بین کارولین و برادرش بر سر تقسیم املاک پدری منازعه‌ای رخ داد که موضوع تلخ یک دادگاه شد.

## فعالیت‌ها
هامیلتون وکیل مدافع و متخصص در زمینه حقوق کودکان است. در سال ۱۹۹۵ به عنوان مدیر مؤسسه خیریه مرکز حقوقی کودکان کورام منصوب شد. این یک مؤسسه خیریه ملی است که برای ارتقا و به اجرا گذاشتن حقوق کودکان توسط دانشگاه اسکس که هامیلتون یکی از اعضای بخش حقوقی آن است پایه‌گذاری شده‌است. او از سال ۲۰۰۱ تا ۲۰۰۳ مشاور مؤسسه عدالت برای نوجوانان در اداره کمیساریای عالی حقوق بشر بود. او تا دسامبر ۲۰۱۰ کمیساریای خانواده و کودک در کمیسیون خدمات حقوق بود. او بخاطر خدماتی که برای احقاق حقوق کودکان انجام داد نامزد دریافت رتبه اپراتوری بریتانیا در سالروز تولد ملکه در سال ۲۰۱۷ گردید.
وی به عنوان یک مشاور برای یونیسف در زمینه حفاظت از کودکان و نوجوانان در بسیاری از کشورها از جمله در گرجستان، فلسطین، آذربایجان، قرقیزستان، مولداوی، تاجیکستان و کوزوو و همچنین اداره پیشگیری از جرم سازمان ملل در مورد عدالت نوجوانان به عنوان مشاور کار با گروه کاری Ad-Hoc در مورد استفاده از اصول قانونی و استانداردهای سازمان ملل متحد کار کرده‌است.